# Tomb Sculptures
Tomb Sculptures este un album compilație al formației germane de symphonic black metal - Agathodaimon.

## Lista pieselor
1. Tristețea Difuză 08:47
2. Sfințit Cu Roua Suferinții  04:45
3. Carpe Noctem 04:58
4. În Umbra Timpului 05:13
5. Dies Irae 05:48
6. Stindaardul Blasfemiei 05:48
7. Near Dark 15:37
8. Noaptea Neființei 03:40
9. Fin 02:10